# Parafia św. Anny w Strącznie
Parafia pw. św. Anny w Strącznie - parafia należąca do dekanatu Wałcz, diecezji koszalińsko-kołobrzeskiej, metropolii szczecińsko-kamieńskiej. Została utworzona w 1738 roku. Siedziba parafii mieści się pod numerem 25.

## Kościół parafialny
Kościół pw. św. Anny w Strącznie
Kościół parafialny został zbudowany w latach 1864-1868 roku w stylu neogotyckim, poświęcony 26 sierpnia 1868 roku.

## Kościoły filialne i kaplice
- Kościół pw. św. Wawrzyńca w Nakielnie
- Kościół pw. Matki Bożej Różańcowej w Prusinowie
- Kościół pw. św. Jana Nepomucena w Rutwicy